# Lake Areare
Der Lake Areare ist ein See in der Region Waikato auf der Nordinsel von Neuseeland.

## Geographie
Der rund 33 Hektar große und bis zu 5,1 m tiefe Lake Areare befindet sich rund 3,3 km östlich von Ngāruawāhia und rund 5,8 km nordnordwestlich von Hamilton. Mit einer Längenausdehnung in Nordwest-Südost-Richtung erstreckt sich der See über rund 890 m und weist an seiner breitesten Stelle eine Distanz von rund 690 m auf. Der Seeumfang beträgt rund 2,83 km. Die östliche Seite des Sees liegt nur rund 100 m vom New Zealand State Highway 1 entfernt.
Gespeist wird der Lake Areare durch einige wenige kleine Bäche von Nordosten, Südwesten und von Süden her. An seiner Südostseite entwässert der See in ein kleines landwirtschaftlich genutztes Kanalsystem.